# Спаркен

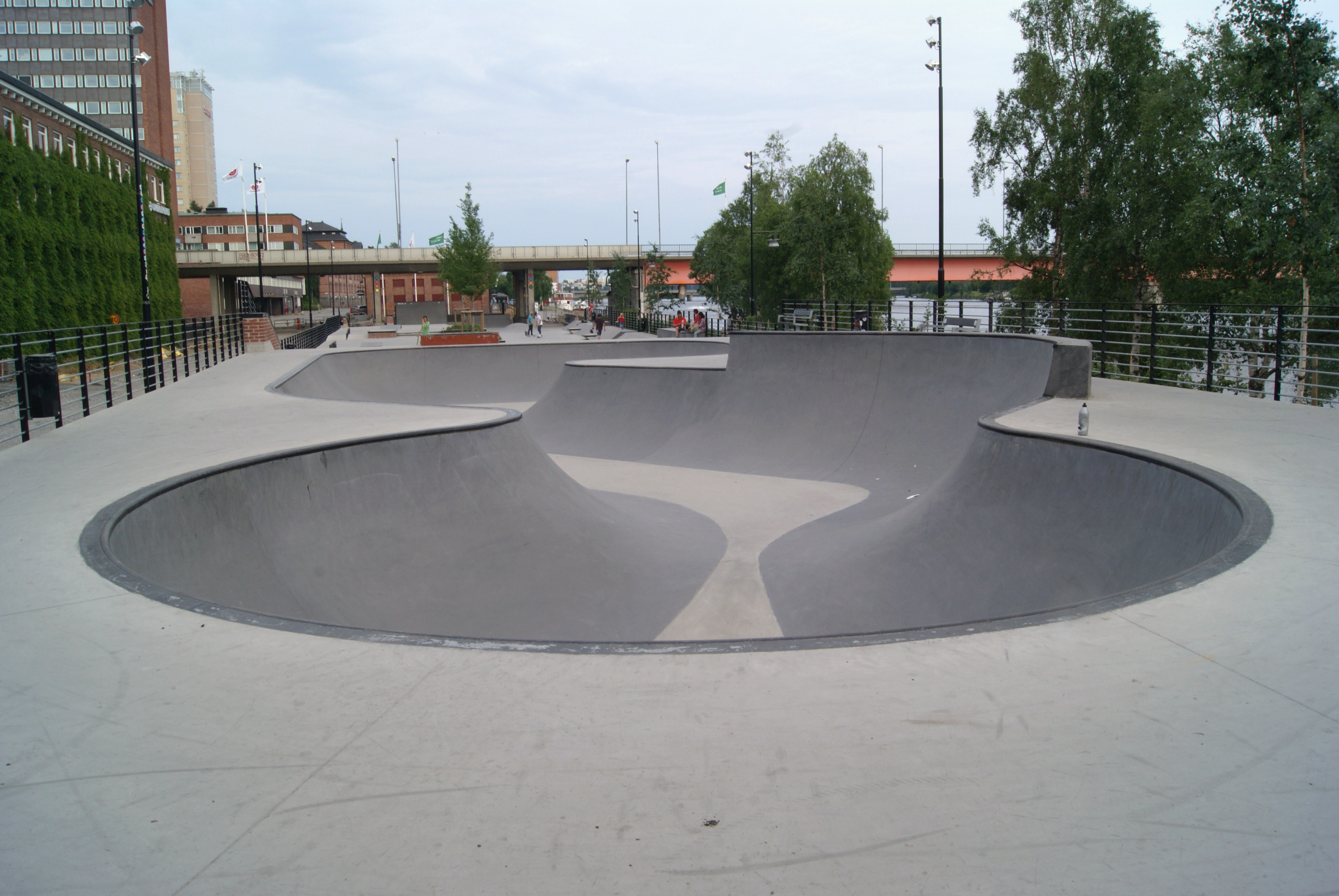
Спаркен в 2011 году.

Спаркен — скейт-парк возле Хамнмагазинета и реки Умеэльвен в центре шведского города Умео. Парк расположен прямо под мостом Тегсброн, продолжающим шоссе E4 и E12 за реку. Ширина парка составляет около 20 метров, длина — 120 метров. Название парку было дано по итогам конкурса на лучшее название.
Основные особенности дизайна парка были разработаны активом молодёжного объединения Умео и сотрудниками муниципалитета; канадская дизайнерская компания New Line Skateparks, Inc разработала окончательный вариант дизайна. Парк построен полностью из бетона, с так называемыми «рельсами» и окружающим забором. Парк был закончен в 2009 году, став первой составляющей крупного инфраструктурного проекта перестройки большей части центра Умео под названием «Город между мостами» (Staden mellan broarna). Парк выиграл премию Шведской ассоциации архитектуры Верхнего Норрланда в 2012 году.
В 2013 году местная пресса подвергла существование скейт-парка критике ввиду опасности, которую представляют занимающиеся скейтеры для гуляющих в нём.